# Peter Yorck von Wartenburg

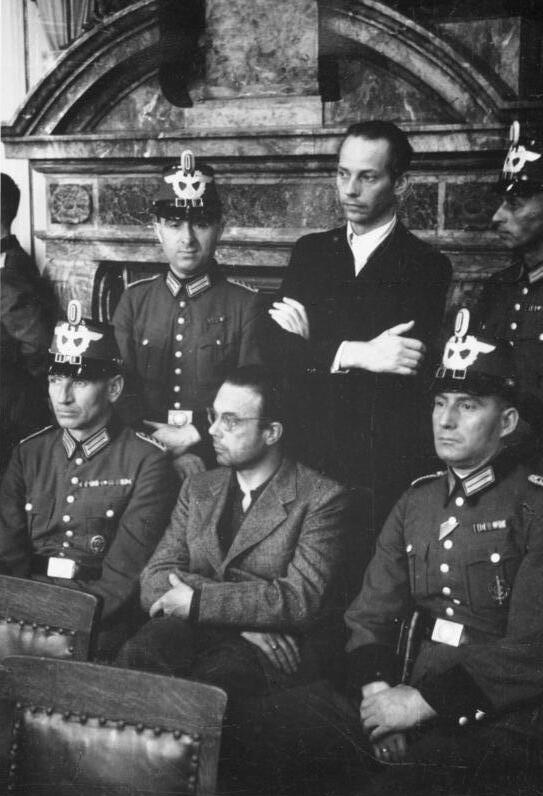
Bundesarchiv Bild 151-02-12, Volksgerichtshof, Albrecht von Hagen (zittend) en Peter Graf York von Wartenburg (staand)

Peter Graf Yorck von Wartenburg (Klein-Öls bij Breslau, Neder-Silezië, 13 november 1904 – Plötzensee (gevangenis), 8 augustus 1944) was een Duitse jurist en prominent lid van de Kreisauer Kreis, een groep Duitse dissidenten die samenzwoeren tegen Adolf Hitler. Hij was een van de deelnemers aan het mislukte complot van 20 juli 1944 om Hitler te vermoorden.

## Biografie

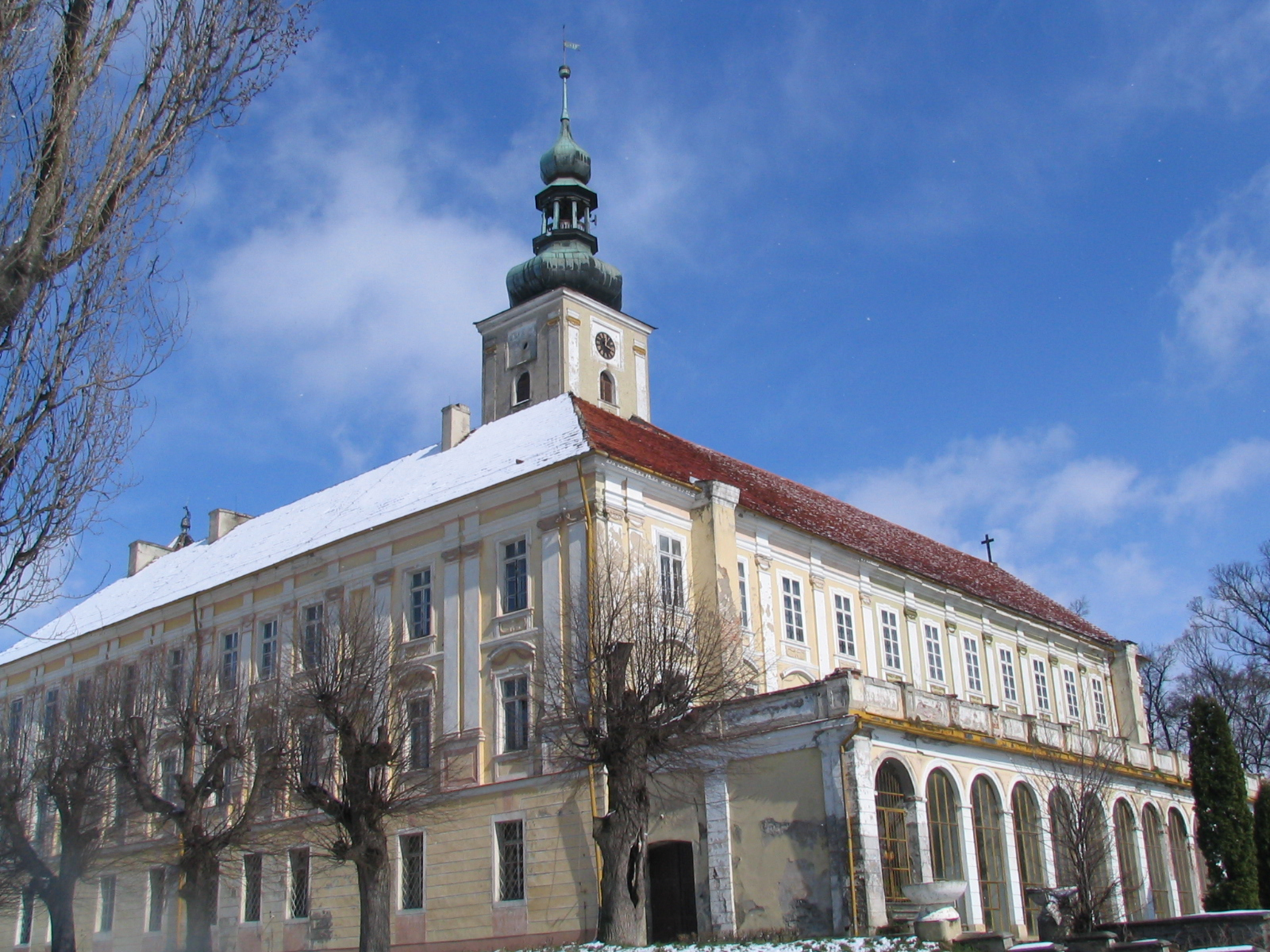
Slot Klein-Öls

Peter Yorck von Wartenburg stamde uit een Neder-Silezische adellijke familie. Hij was de vierde van tien kinderen van Heinrich Graf Yorck von Wartenburg (1861–1923) en Sophie Gräfin Yorck von Wartenburg (1872–1945), geboren Freiin von Berlichingen. Hij groeide op het familielandgoed Klein-Öls op. Vanaf 1920 bezocht hij de Klosterschule in Rossleben, Thüringen, een elitegymnasium. Een aantal van zijn medescholieren, onder wie Ulrich Wilhelm Graf Schwerin von Schwanenfeld, Albrecht von Kessel en Nikolaus-Christoph von Halem, zou later eveneens betrokken zijn bij de moordaanslagen op Hitler. Hij ging rechten studeren aan de universiteit in Bonn, waar hij lid werd van Corps Borussia Bonn en promoveerde in 1927 aan de Universiteit in Breslau. Aan de Universiteit van Breslau leerde hij een aantal personen kennen die later lid waren van de Kreisauer Kreis, waaronder Horst von Einsiedel, Carl-Dietrich von Trotha, Adolf Reichwein en Helmuth James von Moltke. Vooral met de laatste raakte hij goed bevriend. Peter Graf Yorck von Wartenburg was daarnaast een neef van Claus von Stauffenberg.
Hij was na zijn studie als jurist werkzaam in diverse overheidsfuncties. In 1928 leerde hij Marion Winter, eveneens juriste, kennen. Het paar trouwde in 1930. Het huwelijk bleef kinderloos.
Toen de Tweede Wereldoorlog uitbrak, nam Peter Graf Yorck von Wartenburg in 1939 als adjudant deel aan de oorlog tegen Polen. Twee van zijn broers sneuvelden en een derde raakte zwaargewond. Hij werd geclassificeerd als "onmisbaar" en kon de militaire dienst verlaten. Hij keerde vervolgens terug naar Berlijn.

## Kreisauer Kreis
Yorck von Wartenburg wees vanaf het allereerste begin het nationaalsocialisme af. Hij was liberaal-conservatief, een gelovig mens, en had een democratische en humanistische overtuiging. Door de dood van zijn broers nam zijn afschuw van de Nazi's nog verder toe. Via Moltke kwamen hij en zijn vrouw, eveneens een tegenstandster van het naziregime, in aanraking met de Kreisauer Kreis. Yorck von Wartenburg werd een van de leidende personen van deze verzetsgroep. De meeste leden van de groep waren afkomstig uit de Duitse adel maar er hoorden ook geestelijken, politici, ambtenaren, schrijvers, en intellectuelen bij de groep. De groep smeedde diverse plannen om het naziregime omver te werpen. Tot veel concrete verzetsdaden kwam het niet, maar bedacht moet worden dat alleen het praten, en zelfs het denken, over plannen om Hitler omver te werpen al levensgevaarlijk was. De groep kwam geregeld bijeen op het landgoed van Moltke in Kreisau en werd daarom door de Gestapo de Kreisauer Kreis genoemd. Maar nog vaker kwam de groep bijeen in het huis van Moltke in Berlijn. Nadat dit huis getroffen werd door een luchtbombardement werden de bijeenkomsten van de Kreisauer Kreis gehouden in het huis van het echtpaar Yorck von Wartenburg. Er waren talrijke contacten met Claus von Stauffenberg en de legerofficieren om hem heen, zoals o.a. Fritz-Dietlof von der Schulenburg, die eveneens aanslagen op Hitler aan het beramen waren. Op 19 januari 1944 werd Moltke door de Gestapo gearresteerd. Dit leidde ertoe dat Peter Graf Yorck von Wartenburg bij Claus Graf von Stauffenberg erop aandrong om de aanslag zo snel mogelijk te plegen, voordat zij allen ontdekt zouden worden. Het duurde echter, mede door het onvoorspelbare gedrag van Hitler, nog enkele maanden voor de aanslag kon worden uitgevoerd. Op 20 juli 1944 werd door Stauffenberg de bomaanslag gepleegd in de Wolfsschanze, het militaire hoofdkwartier aan het Oostfront. Hitler overleefde deze. Dezelfde avond werd Yorck von Wartenburg gearresteerd.

## Proces en executie

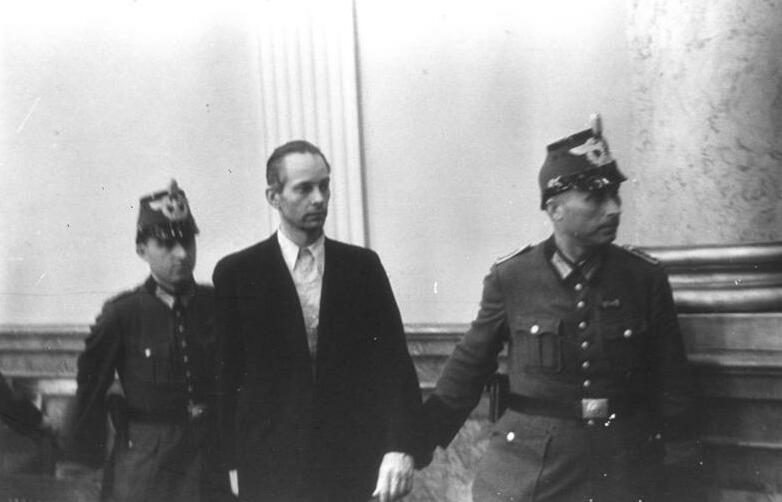
Bundesarchiv Bild 151-03-26, Volksgerichtshof, Peter Graaf Yorck von Wartenburg

Op 7 en 8 augustus 1944 stond York von Wartenburg samen met zeven andere tegenstanders van Hitler terecht voor het Volksgerichtshof onder leiding van Roland Freisler.
Tijdens dat proces werd hij door Freisler ondervraagd en bekende hij dat hij een paar dagen daarvoor geïnformeerd was over het feit dat de aanslag door Stauffenberg op 20 juli gepleegd zou worden. Toen Freisler hem vragen stelde over waarom hij tegen het nationaalsocialisme is, antwoordde hij:
Het wezenlijke, dat al deze vragen verbindt, is de totaliteitsaanspraak van de staat tegenover zijn staatsburgers, met uitsluiting van zijn religieuze en morele verplichtingen tegenover God.
Origineel in het Duits:
Das Wesentliche ist, was alle diese Fragen verbindet, der Totalitätsanspruch des Staates gegenüber dem Staatsbürger unter Ausschaltung seiner religiösen und sittlichen Verpflichtungen Gott gegenüber.
Op 8 augustus 1944 werd hij ter dood veroordeeld en op diezelfde dag aan een pianosnaar opgehangen in de gevangenis Plötzensee. De andere zeven personen die tegelijkertijd met hem voor het Volkgerichtshof kwamen en met hem werden geëxecuteerd, waren: Erwin von Witzleben, Erich Hoepner, Helmuth Stieff, Paul von Hase, Robert Bernardis, Friedrich Karl Klausing en Albrecht von Hagen.
Tegelijkertijd met Peter York von Wartenburg werden ook zijn vrouw Marion, zijn moeder Sophie en zusters Dorothea en Irene gearresteerd. Irene behoorde eveneens tot de Kreisauer Kreis. Zij werden allen na enkele maanden vrijgelaten.

## Verdere literatuur
- Peter Steinbach: Widerstand im Widerstreit: Der Widerstand gegen den Nationalsozialismus in der Erinnerung der Deutschen. Paderborn, 2001, ISBN 3506787403
- Catalogus van de Deutsche Nationalbibliothek

- Bibliothèque nationale de France: cb169041970 (data)
- Gemeinsame Normdatei: 118826034
- International Standard Name Identifier: 0000 0000 9314 904X
- Library of Congress Control Number: no2002102141
- Nationale Bibliotheek van Tsjechië: jo2016901341
- Nederlandse Thesaurus van Auteursnamen: 163243174
- LIBRIS: 284933
- Système universitaire de documentation: 175841551
- Virtual International Authority File: 5727832
- WorldCat: E39PBJB48hyGGFFhJ4rVbRhT73